# Fjodor Emiljewitsch de Bosse

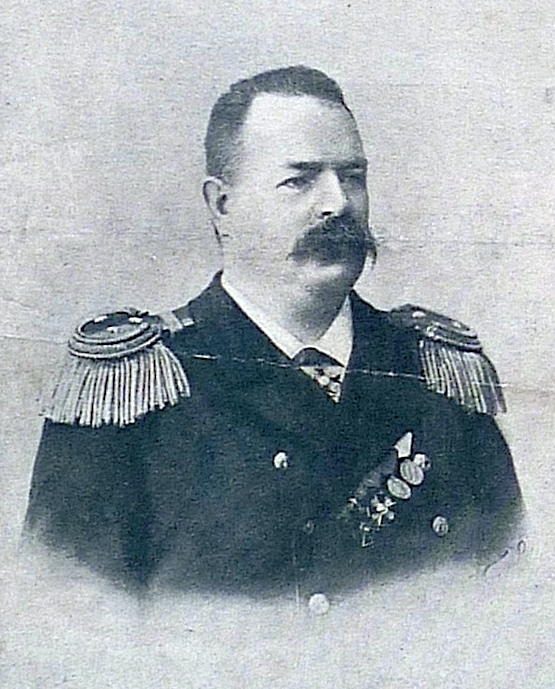
De Bosse im März 1904 als Kommandant des Zerstörers Решительный („Entschlossen“)

Theodor Adolf Emil (Fjodor Emiljewitsch) de Bosse (russisch Фёдор Эмильевич Боссе; wissenschaftliche Transliteration Fëdor Ėmil'evič Bosse, * 9. Mai 1861 in Kronstadt, Russland; † 1. September 1936 in Lima, Peru) war ein Konteradmiral der Kaiserlichen Russischen Marine sowie Teilnehmer am Russisch-Japanischen Krieg, Ersten Weltkrieg und Russischen Bürgerkrieg.

## Biografie

### Herkunft und Familie
Fjodor war Angehöriger der Familie Bosse. Sein Vater Emil Bosse (* 1826 in Riga, Gouvernement Livland; † 1891 in Kronstadt) diente als lutherisch-evangelischer Prediger der Militärdivision an der Kirche St. Elisabeth und unterrichtete am Mädchengymnasium von Kronstadt. Seine Mutter war Elisabeth (Betty) Caroline Georgine, geb. Siegfried (* 1828 in Pilten, Gouvernement Kurland; † ?), die Tochter des Stadtsekretärs Carl Friedrich Salomon Siegfried (1791–1878).
Sein Großvater war Johann Peter Bosse (1795–1856), ein ehemaliger Sekretär des Rigaischen Rats. Er ist ein Nachfahre von Sebastian Bosse (1726–1775), dem Kantor, Schulmeister und Hilfsprediger an der St-Petri-Gemeinde in St. Petersburg.
Das Präfix „de“ hatte er sich im Laufe der Zeit zum Nachnamen hinzugefügt. Er ist verwandt mit Vera de Bosset und Eduard Theodor von Bosse.
Bosse heiratete am 3. Dezember 1887 in Kronstadt Agnes Marie Sophie (Julijewna) Clever (* 1869 in Jensel, Gouvernement Livland; † 1910), die Tochter von Franz Julius Clever. Die Trauung vollzog laut Heiratsurkunde ein Pastor Bosse, wahrscheinlich sein Vater Emil. Sie hatten eine Tochter, Stella Bosse (* 1888; † 1930 in Nizza, Frankreich). Während des Bürgerkriegs hielt sie sich bei den Streitkräften der Weißen Garde im Süden Russlands auf. Sie wanderte aus Sowjetrussland aus.

### Werdegang
1877 trat er in das Marinekadettenkorps ein. Nach seinem Abschluss am 27. März 1882 wurde er in den Rang eines Leutnants zur See befördert. Von 1894 bis 1897 tat er Dienst auf dem Küstenpanzerschiff Гангут (Gangut) und auf dem Kreuzer 2. Klasse Забияка (Zabiyaka, in deutscher Terminologie eine Kreuzerfregatte: Schiff mit Segeln und zusätzlichem Dampfantrieb). Von 1897 bis 1899 war er als Inspektor auf dem Kanonenboot Grozychiy tätig. Von 1901 bis 1902 war er Erster Offizier des Schulschiffes Dvina und von 1902 bis 1904 Erster Offizier des Linienschiffs Imperator Alexander II.

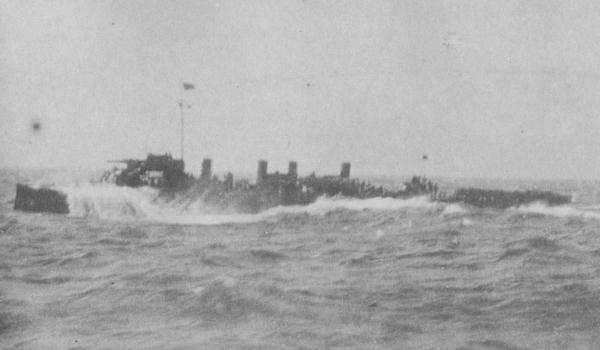
Der Zerstörer Решительный der Sokol-Klasse (ex Kondor, 250 t, 3800 PS). Das Schiff wurde im Juni 1904 in entwaffnetem Zustand im neutralen chinesischen Hafen Chifu interniert, aber trotz eines Versuchs der Selbstversenkung am von den Japanern gewaltsam übernommen und repariert. Das Bild zeigt das Schiff als japanischen Zerstörer Akatsuki in der Seeschlacht bei Tsushima 1905 (in Dienst bis 1917).

Im Februar 1904 wurde er im Russisch-Japanischen Krieg als Kapitän 2. Grades Kommandant zweier Zerstörer der Sokol-(Falke-)Klasse (nach deutscher Terminologie handelte es sich um große Torpedoboote) in Port Arthur eingesetzt. Am 26. Februarjul. / 10. März 1904greg. kamen die beiden Schiffe im Morgennebel von einer Erkundung der Elliot-Insel bei Shanghai zurück und trafen vor Port Arthur auf vier überlegene japanische Zerstörer, denen zwei japanische Kreuzer folgten. Während Bosse, der erkannte, dass er seinem zweiten Zerstörer Стерегущий (Stjereguschtschi, Wächter) wegen der überlegenen Feuerkraft des Feindes nicht helfen konnte, mit der 26 Knoten schnellen Решительный (Reschitelny, Entschlossen) den japanischen Ring durchbrach, zog die Wächter das feindliche Feuer auf sich. Nachdem Rumpf und Deck durchlöchert und die Kessel getroffen waren, gab ihr tödlich verletzter Kommandant Leutnant Alexander S. Sergejew den Befehl, bis zur letzten Granate zu kämpfen. Die Mannschaft schoss sogar mit Gewehren auf die Angreifer; 49 Besatzungsmitglieder kamen ums Leben. Nur vier Seeleute wurden gerettet; ihr Mut wurde sogar vom japanischen Marineminister Yamamoto Gonnohyōe in schriftlicher Form gewürdigt. Als die Japaner versuchten, die Wächter abzuschleppen, sank das Schiff. Der Versuch Admiral Makarows, die kleinen Kreuzer Bayan und Novik zur Hilfe zu schicken, blieb angesichts der japanischen Übermacht aussichtslos und wurde abgebrochen. Die englische Presse berichtete, das Schiff habe sich selbst versenkt, was zur Bildung einer heroischen Legende auch in Russland führte. 1911 wurde ein Denkmal für die Opfer der Стерегущий im St. Petersburger Alexanderpark errichtet.

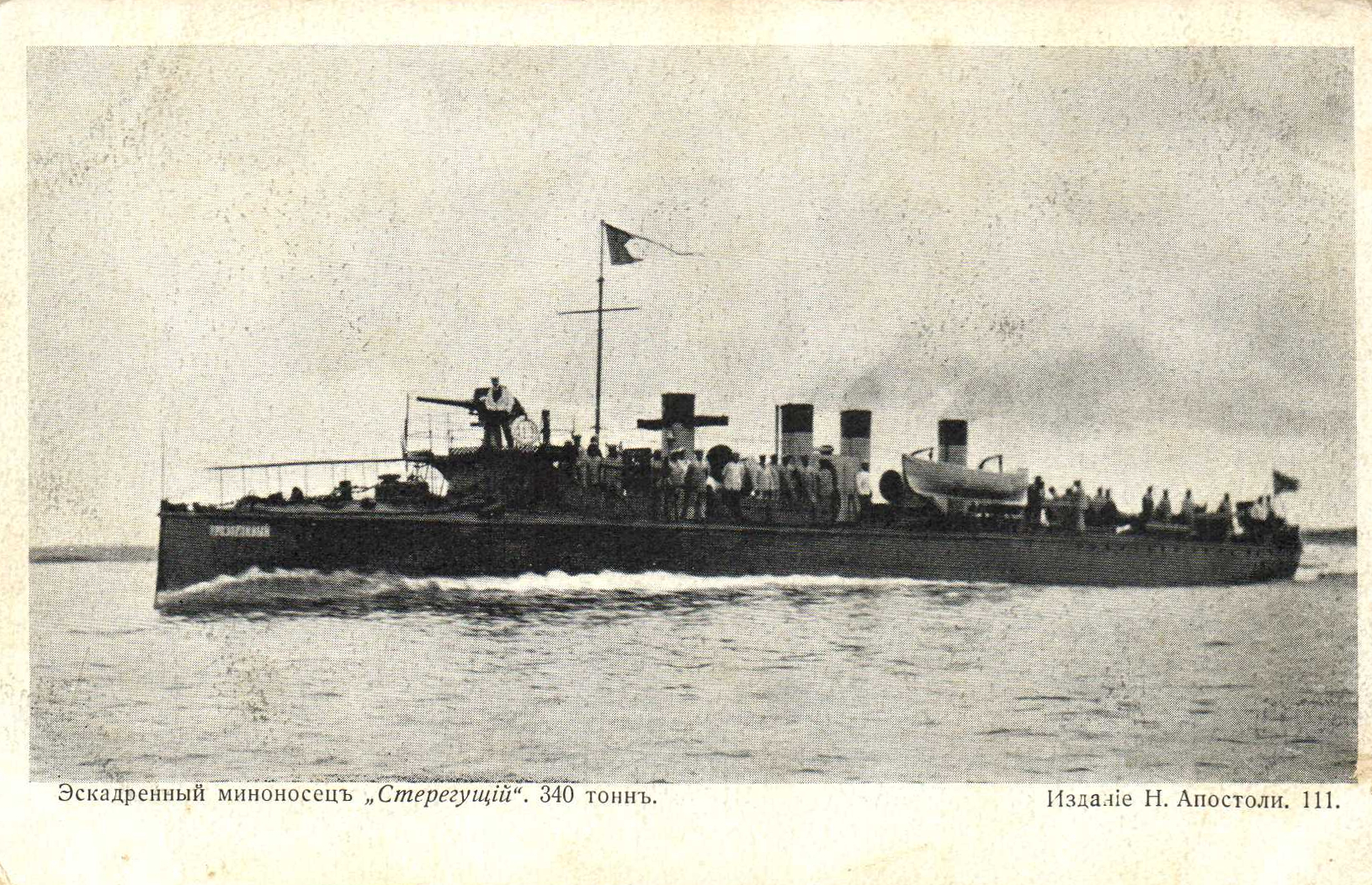
Der Zerstörer Стерегущий der Sokol-Klasse (ex Kulik), gesunken am. Die Bewaffnung beider Schiffe bestand aus je einer 75-mm- und drei 47-mm-Kanonen sowie zwei Torpedorohren.

Bosse wurde bei dem Durchbruch verwundet, blieb aber auf dem Posten. Er erhielt den St.-Georg-Orden IV. Klasse. Im März 1904 gab er das Kommando ab. Im Oktober 1904 wurde er Kommandant (Flaggkapitän) des Admiralsschiffs der zweiten Linienschiffsdivision. 1907 wurde er Kommandant der Rabotnik, die die Reede von St. Petersburg bewachte. 1909 wurde er zum Kapitän 1. Grades ernannt. 1916 ging er als Konteradmiral in den Ruhestand.
Während des Bürgerkriegs diente er in den Streitkräften der Weißen Armeen in Südrussland. 1920 wurde er nach Thessaloniki evakuiert, lebte dann in Jugoslawien, Königsberg und Nizza und nahm 1932/33 als Seeoffizier auf peruanischer Seite am Kolumbianisch-Peruanischen Krieg teil. Er starb am 1. September 1936 in Peru.
Bosse erhielt viele Auszeichnungen, u. a. den St. Anna-Orden mit Schwertern (26. März 1904), den St. Georgs-Orden IV. Klasse (8. Juli 1907), den St. Wladimir-Orden III. Klasse (12. Juni 1912) und das Offizierskreuz der französischen Ehrenlegion (1913).